# Crassispira rubidofusca
Crassispira rubidofusca é uma espécie de gastrópode do gênero Crassispira, pertencente à família Pseudomelatomidae.